# Maria Szpringer-Nodzak
Maria Szpringer-Nodzak (ur. 2 maja 1929 w Wilnie, zm. 24 kwietnia 2022) – polska stomatolog, prof. dr hab. n. med.

## Życiorys
W 1951 ukończyła studia na Oddziale Stomatologicznym Wydziału Lekarskiego Akademii Medycznej w Warszawie, w tym samym roku podjęła pracę w macierzystej uczelni, w Poliklinice Stomatologicznej dla Dzieci (od 1970 Zakładzie Stomatologii Dziecięcej Instytutu Stomatologii). W 1964 uzyskała stopień doktora na podstawie pracy Zastosowanie metody bezpośredniego pokrycia miazgi zębów mlecznych, w 1979 stopień doktora habilitowanego na podstawie pracy Wybrane zagadnienia początku pierwszego ząbkowania w świetle badań klinicznych i doświadczalnych. W latach 1980–1999 była kierownikiem Zakładu Stomatologii Dziecięcej, w latach 1995-1999 pełniła funkcję dyrektora Instytutu Stomatologii Akademii Medycznej w Warszawie. W 1989 otrzymała tytuł profesora w zakresie nauk medycznych. 
W latach 1975–1995 była Przewodniczącą Warszawskiego Koła Sekcji Stomatologii Dziecięcej Polskiego Towarzystwa Stomatologicznego. Była m.in. członkiem Polskiego Towarzystwa Stomatologicznego, Międzynarodowego Towarzystwa Stomatologii Dziecięcej (IAPD), Międzynarodowej Federacji Dentystów (FDI), a także honorowym członkiem Polskiego Towarzystwa Stomatologii Dziecięcej.  
Przez wiele lat współpracowała m.in. z Centrum Zdrowia Dziecka w Warszawie, a także prowadziła współpracę naukową z ośrodkami zagranicznymi, w tym z Instytutem Karolinska w Sztokholmie i Uniwersytetem w Lund. 
W ramach dorobku naukowego opublikowała m.in. 182 prace naukowe, 16 pozycji w formie podręczników, rozdziałów lub monografii oraz wygłosiła 199 referatów naukowych. Była promotorem 12 rozpraw doktorskich oraz recenzentem 57 rozpraw doktorskich i habilitacyjnych. Pod jej redakcją powstał m.in. podręcznik "Stomatologia wieku rozwojowego" (wydany przez Wydawnictwo Lekarskie PZWL), który doczekał się wielu wydań, a także liczne skrypty dla studentów stomatologii i poradniki.    
Aktywnie współpracowała z wydawnictwami naukowymi. Pełniła m.in. funkcję członka Rady Naukowej "Magazynu Stomatologicznego", dwumiesięcznika "Przegląd Stomatologii Wieku Rozwojowego" i "Czasopisma Stomatologicznego", jak również Redaktora Naczelnego, a następnie Redaktora Honorowego kwartalnika "Nowa Stomatologia".     
Otrzymała nagrodę Bengta Magnussona przyznawaną przez Międzynarodowe Towarzystwo Stomatologii Dziecięcej (1983, Melbourne). W okresie PRL została odznaczona Złotym Krzyżem Zasługi i Krzyżem Kawalerskim Orderu Odrodzenia Polski, w 2000 Krzyżem Oficerskim Orderu Odrodzenia Polski. Została także odznaczona Medalem Komisji Edukacji Narodowej. W 2016 otrzymała Honorową Nagrodę Zaufania Złoty Otis za wybitne osiągnięcia w medycynie. W 2021 Rektor Warszawskiego Uniwersytetu Medycznego uhonorował ją Medalem im. dr. Tytusa Chałubińskiego za wkład w rozwój kliniczny, naukowy i dydaktyczny Warszawskiej Stomatologii Akademickiej i całego Warszawskiego Uniwersytetu Medycznego. 
Została pochowana na Cmentarzu Powązkowskim w Warszawie. 